# Syrniki

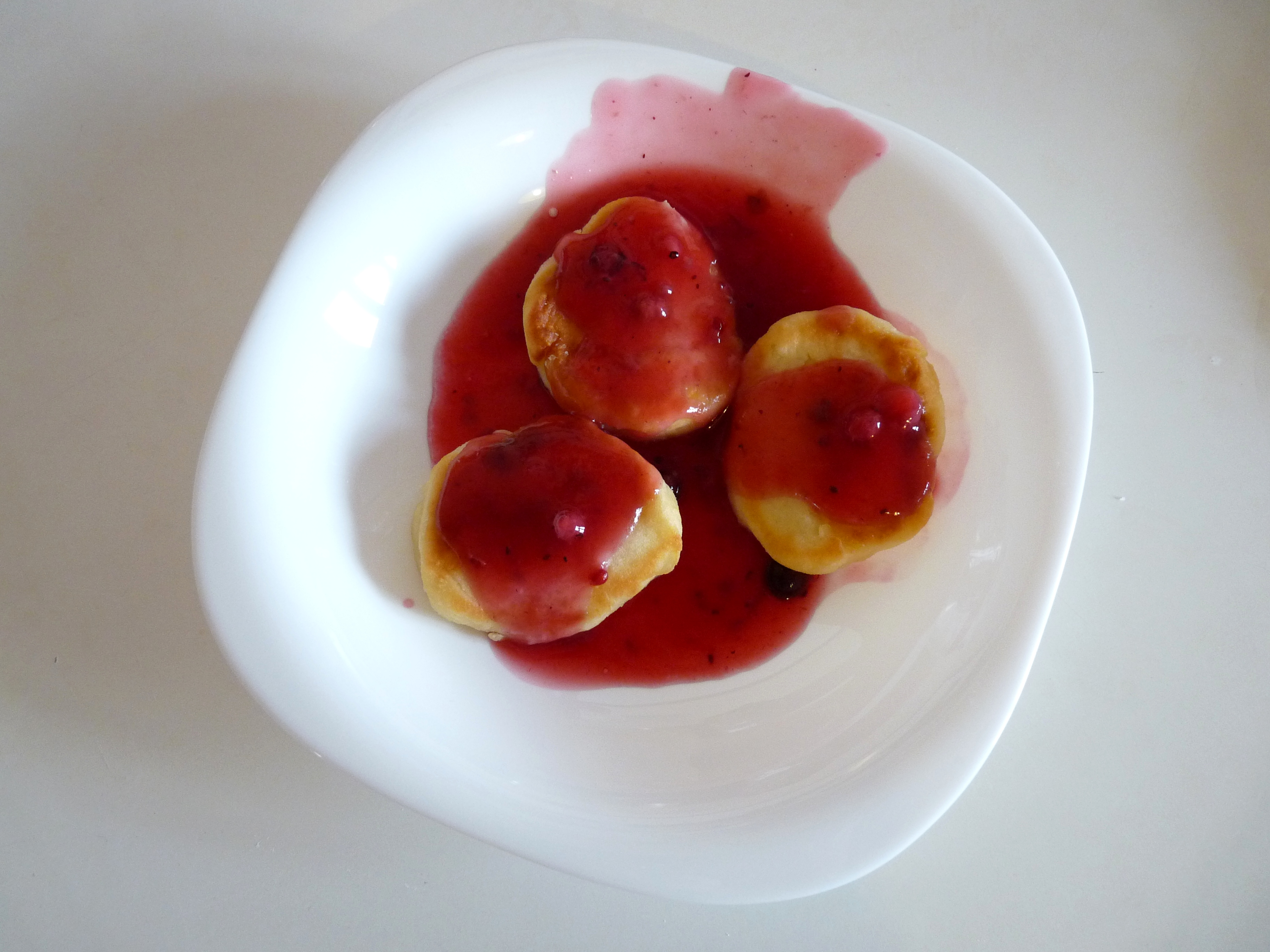
Syrniki polane kisielem

Syrniki (ukr. сирники, Syrnyky; biał. сырнікі; ros. сырники, także творожники, tworożniki) – smażone placki z mąki, sera białego i jajek. Niekiedy dodaje się rodzynki, miód lub kawałki jabłek oraz dekoruje kwaśną śmietaną, miodem lub dżemem.  Tradycyjna potrawa kuchni białoruskiej, rosyjskiej i ukraińskiej. Występują zarówno w wersji słodkiej, jak i wytrawnej. 

## Etymologia
Nazwa syrniki pochodzi od starosłowiańskiego słowa syr (cs. сир), oznaczającego miękki twaróg. Język ukraiński zachowuje starosłowiańskie znaczenie tego słowa, jak w domasznij syr (ukr. домашній сир, w dosłownym tłumaczeniu „ser domowy”), podczas gdy w języku rosyjskim używa się innego starosłowiańskiego słowa oznaczającego twaróg, a mianowicie słowa tworog (ros. творог).

## Przygotowanie
Ciasto wyrabia się mieszając ser biały, mąkę, jajka, cukier i sól. W zależności od wariantu do ciasta można dodać rodzynki, marchew, morele, jabłka, gruszki, suszone owoce, orzechy czy ziemniaki. Z dobrze wymieszanego ciasta formuje się niewielkie placuszki i smaży na oleju roślinnym lub klarowanym maśle.